# Gudkov Gu-82
Le Gudkov Gu-82 (en russe : Гудков Гу-82) était un prototype de chasseur conçu et fabriqué par le bureau d'études (OKB) 301 lors de la Seconde Guerre mondiale.

### Développement lié
- Lavotchkine La-5